# The Shore
The Shore è un cortometraggio del 2011, diretto dal regista Terry George. Il film ha vinto il premio come miglior cortometraggio nella serata dei Premi Oscar 2012.

## Trama
Il cortometraggio narra della storia di due amici da quando erano bambini, Joe (Ciarán Hinds) e Paddy (Conleth Hill). Il crescente conflitto in Irlanda del Nord ha fatto sì che il loro legame si allentasse sempre più, fino a farli perdere di vista per anni e anni, dopo che entrambi scelsero di prendere strade differenti, e dopo che Joe lasciò il Paese. Rientrato in patria, dopo 25 anni insieme alla figlia Patricia, Joe scopre che Maria, la sua ex fidanzata, ha sposato Paddy e la notizia lo spinge a capire cosa accadde realmente con l'amico e cosa è rimasto di quella vecchia amicizia.

## Riconoscimenti
- 2012 - Premio Oscar
  - Miglior cortometraggio